# Росіяни в Латвії

Росіяни в країнах Балтії (2021)

Росіяни є найбільшою групою етнічних меншин у Латвії.
За даними Реєстру населення, на 1 січня 2024 року в Латвії проживало 437 587 росіян (23,38% від загальної кількості населення), з яких 296 045 (67,65%) були громадянами Латвії, 111 593 (25,5%) ― негромадянами Латвії, а 29 949 (6,84%) ― громадянами інших країн (переважно Російської Федерації).

## Історія
Російське населення значно зросло після окупації Латвії та під час Другої світової війни. Під час репресій радянського тоталітаризму росіяни втратили свою інтелектуальну еліту, яка сформувалася протягом попередніх десятиліть. Перепис 1959 року показав, що частка росіян у Латвії зросла з 8,8% до 26,6%. Влада СРСР і Латвійської РСР стимулювала російську імміграцію різними способами, надаючи іммігрантам різні побутові переваги, наприклад, створюючи мережу шкіл з російською мовою викладання (інші школи національних меншин були ліквідовані після окупації СРСР), масово будуючи дитячі садки для російськомовних дітей, виділяючи позачергові квартири, надаючи російськомовним перевагу при балотуванні на вищі посади тощо. Міграційний процес був хвилеподібним: дуже швидкий у 1950-1960-х роках, спад у 1970-х роках, але знову зростання в середині 1980-х років. 

## Кількість в муніципалітетах (2023)
Більшість латвійських росіян проживає в Ризі і Даугавпілсі, а також в інших великих містах, за винятком Латгалії, де велика частка росіян також проживає в сільській місцевості:.
- Рига ― 211 038

- Даугавпілс ― 36 971
- Лієпая ― 17 828
- Юрмала ― 16 422
- Єлгава ― 13 271
- Резекне ― 10 772
- Вентспілс ― 8112
- Єкабпілс ― 5114
- Резекненський край ― 10 164
- Аугшдаугавський край ― 8617
- Ропазький край ― 8222
- Саласпілський край ― 7706
- Єкабпілський край ― 7393
- Олайнський край  ― 7207
- Лудзенський край ― 6620
- Огрський край ― 6560
- Марупський край ― 6410